# Калкан (Каш)
Калка́н (тур. Kalkan) — махалле в Турции. Административно относится к району Каш провинции Анталья. Расположен на берегу бухты Келемиш Средиземного моря. Важный центр туризма. В окрестностях находится ряд исторических мест, в том числе города Тлос (у махалле Дюгер) и Патара и остров Кекова.
Область в прошлом относилась к Ликии.
Город расположен на холмах над небольшой бухтой Келемиш — единственной безопасной гаванью между Фетхие и Кашем. Основой экономики издавна было рыболовство. В прошлом — греческая рыбацкая деревня Калама́кион (греч. Καλαμάκιον). После Малоазийской катастрофы и греко-турецкого обмена населением в 1923 году беженцы основали в Греции новый город Каламакион, южный пригород Афин. Турецкое название Калкан получил от тур. kalkan — названия рыбы калкан, или тюрбо (Scophthalmus maximus) семейства калкановых. До 1970-х годов — важный морской порт.
В 1976 году селу (köy) Калкан решением Министерства внутренних дел Турции присвоен статус belde. По закону, принятому Великим национальным собранием Турции (TBMM) в 2012 году Калкан получил статус махалле (mahalle).
В настоящее время — центр туризма, часть Турецкой ривьеры. Известен побелёнными домами, украшенными яркими бугенвиллеями. Между Калканом и Кашем, в 7 км от Калкана находится пляж Капуташ. В 6 км от Калкана, недалеко от пляжа Капуташ находится Бирюзовый грот (Mavi mağara), доступный только с моря. Калкан популярен у туристов из Великобритании.